# Йохен Раймер
Йохен Раймер (нім. Jochen Reimer; нар. 6 вересня 1985, Міндельгайм) — німецький хокеїст, що грав на позиції воротаря.
Молодший брат Патріка Раймера також в минулому хокеїста.

## Ігрова кар'єра
Вихованець клубів «Кауфбойрен» та «Кемптен»
Професійну хокейну кар'єру розпочав 2004 року виступами за команду «Гамбург Фрізерс» але не закріпившись в основному складі через рік повернувся до команди «Кауфбойрен». 
З 2006 року захищав кольори клубу «ДЕГ Метро Старс».
У 2009 році перейшов до клубу «Вольфсбург».
20 квітня 2011 року Йохен уклав контракт з «Мюнхен».
З 2014 по 2017 роки Раймер захищав кольори клубу «Томас Сабо Айс Тайгерс».
31 травня 2017 року на правах вільного агента перейшов до команди «ЕРК Інгольштадт».
6 листопада 2020 року Йохен оголосив про завершення кар'єри в професійному хокеї, що тривала 15 років.
У складі національної збірної Німеччини учасник чемпіонату світу 2011.